# 佐々木芳史
佐々木 芳史（ささき よしふみ、1992年10月20日 - ）は、NHKのアナウンサー。

## 人物
秋田県秋田市出身。
秋田県立秋田高等学校、日本大学卒業後、2016年入局。初任地は福井放送局。
盛岡放送局勤務時代の2022年3月18日、深夜時間帯に岩手県沖を震源とする最大震度5強の地震が発生。直後に自宅から盛岡放送局に駆け付け、発生から約10分後の盛岡放送局からの中継に、雪で濡れた頭髪や乱れた襟のままで出演した。放送内では「（東日本大震災のあった）3月に起きた地震です。思い出して不安になった方もいるかもしれません。まずは一度深呼吸をしてください。」などと、強い揺れのあった地域の視聴者に寄り添うアナウンスを行い、SNS上ではその親身な呼びかけが反響を呼んだ。

## 現在の担当番組
- 新・BS日本のうた（司会：2025年4月 - ）
- 首都圏ネットワーク（リポーター・ニュースリーダー：2025年4月 - ）
- 首都圏・関東甲信越のニュース（不定期）
- ニュース645（祝日）キャスター

## 過去の担当番組・業務
福井放送局時代（2016年度 - 2019年度）　
- どーも、NHK（2016年6月12日） - 新人お披露目
- NHKニュース おはよう日本（2017年5月30日）[3][4]
- 情報たら福 いこっさ!きこっさ!（2017年4月 - 2019年3月31日・司会）
- 福井県のニュース・中継・リポート
- ニュースザウルスふくい（リポーター・キャスター代行など）
- あさイチ - JAPA-NAVI（2017年・2018年・2019年）

盛岡放送局時代（2020年度 - 2022年度）
- あさイチ - シェア旅（2020年・2021年） - おでかけライブ（2021年）
- 高専ロボコン東北ブロック司会 -（2020年・2021年）
- NHKのど自慢〜おうちでパフォーマンス
- ゆく年くる年（2021年12月31日）
- サタデーウオッチ9（2022年4月2日） - 推しプレ
- おばんですいわて（金曜キャスター：2022年4月 - 2023年3月）
  - 名前と担当曜日を捩って「ささきんようび」と呼称することがある。
  - 月 - 木曜日においても、「ふみたろう」名義でコーナー内VTRのナレーションを担当することがある。
- Iwateen
  - 本編では「ふみたろう」名義でナレーション。後半の県内ニュース（生放送）にも出演する。
- 岩手県のニュース・中継・リポート
- おつまみラジオ（ラジオ第1・岩手県域）

東京アナウンス室時代（2023年度 - ）
- さわやか自然百景（ナレーション）
  - 「富士山麓 山中湖」（2024年2月18日）
  - 「谷川連峰 春から夏」（2024年9月1日）
  - 「尾瀬 秋」（2024年12月1日）
- 首都圏・関東甲信越のニュース（2024年2月22日）
- どーも、NHK（リポーター： 2024年3月3日）
- パリパラリンピック2024 （2024年9月4日・5日）
- 第91回NHK全国学校音楽コンクール全国コンクール（司会）
  - 「小学校の部」（2024年10月13日）
  - 「中学校の部」（2024年10月14日）
- インタビューここから タレント・俳優 武井壮（聞き手）（2024年10月14日）
- 第75回NHK紅白歌合戦（ラジオ司会）（2024年12月31日）
- 土スタ（司会：2023年4月8日 - 2025年3月15日）
- あさイチ（リポーター：2023年4月3日 - 2025年3月25日）
- 名曲考察教室（ナレーション：2025年8月15日）

## 同期のNHKアナウンサー
- 浅野里香
- 江原啓一郎
- 押尾駿吾
- 小野文明
- 川﨑理加
- 澤田拓海
- 佐藤あゆみ（退職→フリーアナウンサー）
- 高栁秀平（退職→博報堂DYメディアパートナーズグループ）
- 竹野大輝
- 中川安奈（退職→ホリプロ）
- 中村慎吾
- 法性亮太
- ホルコムジャック和馬